# Fire Fighter
Le Fire Fighter est un ancien bateau-pompe du service d'incendie de la ville de New York (FDNY) qui a servi de 1938 à 2010, au service des Maritime Company 1, 8 et 9 au cours de sa carrière. Il fut le bateau-pompe diesel-électrique le plus puissant en termes de capacité de pompage lors de sa construction en 1938. Il a combattu plus de 50 incendies majeurs au cours de sa carrière, y compris les incendies à bord du paquebot Normandie en 1942 et du transport de munition El Estero en 1944, la collision de 1973 du tanker Esso Brussels et du porte-conteneurs Sea Witch, et les Attentats du 11 septembre 2001. Il fait partie des bateaux-pompes les plus puissants jamais construits, capable de pomper jusqu'à 20.000 gallons d'eau par minute (plus de 75.000 litres).
Il a été classé au registre national des lieux historiques le 30 juin 1989 et nommé National Historic Landmark le 30 juin 1989.

## Historique
Autorisé pour la construction au début de 1937 par le maire Fiorello La Guardia sur la base des conceptions soumises par le célèbre architecte naval William Francis Gibbs et son cabinet Gibbs & Cox, Fire Fighter a été posé à United Shipyards (en) et lancé le 28 août 1938 , par Eleanor Grace Flanagan.

### 11 septembre 2001
Fire Fighter et le reste des unités marines du FDNY (comme le John D. McKean et le John J. Harvey) ont répondu à l'attaque terroriste contre le World Trade Center et ont pris position à Battery Park City et ont commencé à pomper à leur capacité maximale pour fournir de l'eau aux unités terrestres combattant les incendies dans les tours encore debout. À la suite de l'effondrement des deux bâtiments et de la défaillance résultante de la majorité des conduites d'eau desservant le bas Manhattan, les unités marines du FDNY sont devenus la seule source d'eau pour les efforts de lutte contre les incendies à Ground Zero, un devoir que les pompiers ont maintenu pendant une période de trois semaines jusqu'à ce que des réparations suffisantes soient effectuées sur les conduites d'eau côté ville pour lui permettre de se libérer de ce qui était devenu son appel d'intervention d'urgence le plus long.

### Fin de carrière
Après une période de chantier naval en 2003 pour reconstruire ses moteurs usés, le bateau-pompe a repris son poste et a continué à répondre aux urgences maritimes, y compris l'explosion d'une barge à essence à Port Mobil, Staten Island, en février 2003, et au Crash du  Vol US Airways 1549 sur la rivière Hudson en 2009.

## Préservation
Remplacée en première ligne par le bateau-pompe Fire Fighter II en 2010, Fire Fighter a été placé en réserve à l'ancien New York Navy Yard où il est resté sous la garde du FDNY jusqu'au 15 octobre 2012. Transféré à cette date à la propriété du Fireboat Fire Fighter Museum à but non lucratif, Fire Fighter est maintenant exploité par un groupe entièrement bénévole voué à la préservation du bateau-pompe historique en état de fonctionnement en tant que navire-musée, ce qui lui convient depuis plus de 70 ans au service de la population et des marins de la ville de New York et du port de New York.
Une subvention du National Park Service, par une collecte, a permis une remise en état au chantier naval Goodison à Kingston, Rhode Island, pour quatre mois de travaux de révision et d'inspection de la coque. Achevé en avril 2017, Fire Fighter est retourné à Greenport dans son schéma de couleurs FDNY tel que construit, fin 1930, avec une coque noire, des dessus blancs et une cheminée chamois, et avec tout le laiton du dessus est revenu à son apparence de métal nu . 
Depuis l'été 2021, le navire est actuellement exposé au Mystic Seaport Museum de Mystic, dans le Connecticut.

## Galerie

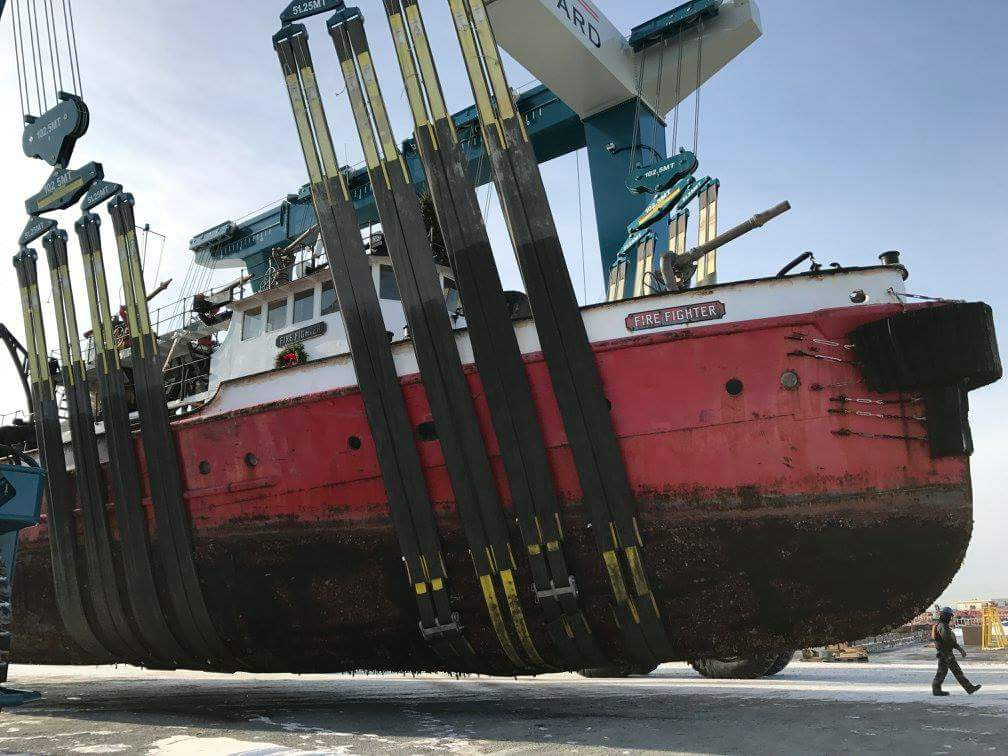
Restauration du Fire Fighter en 2016-17
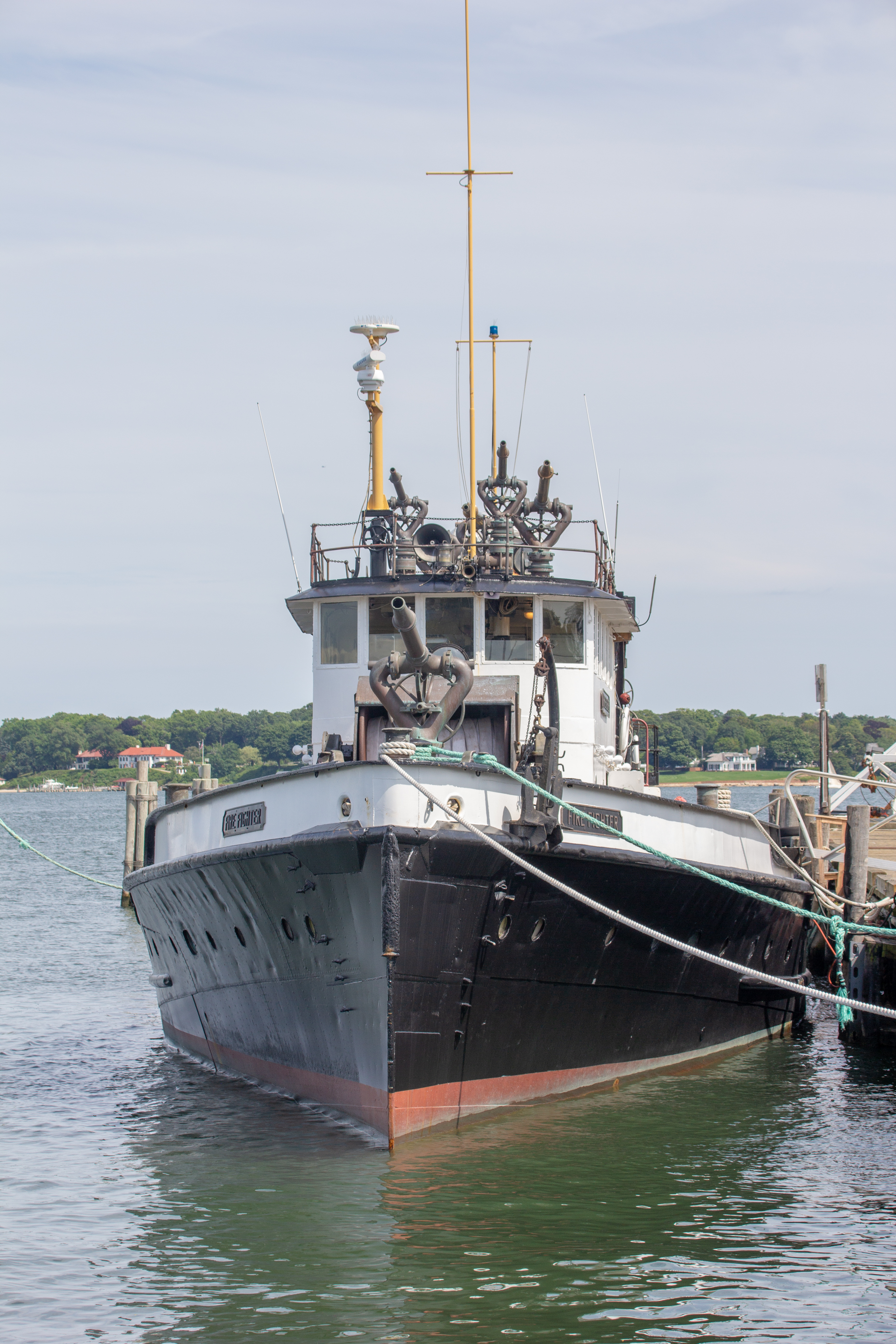
Fire Fighter en 2018
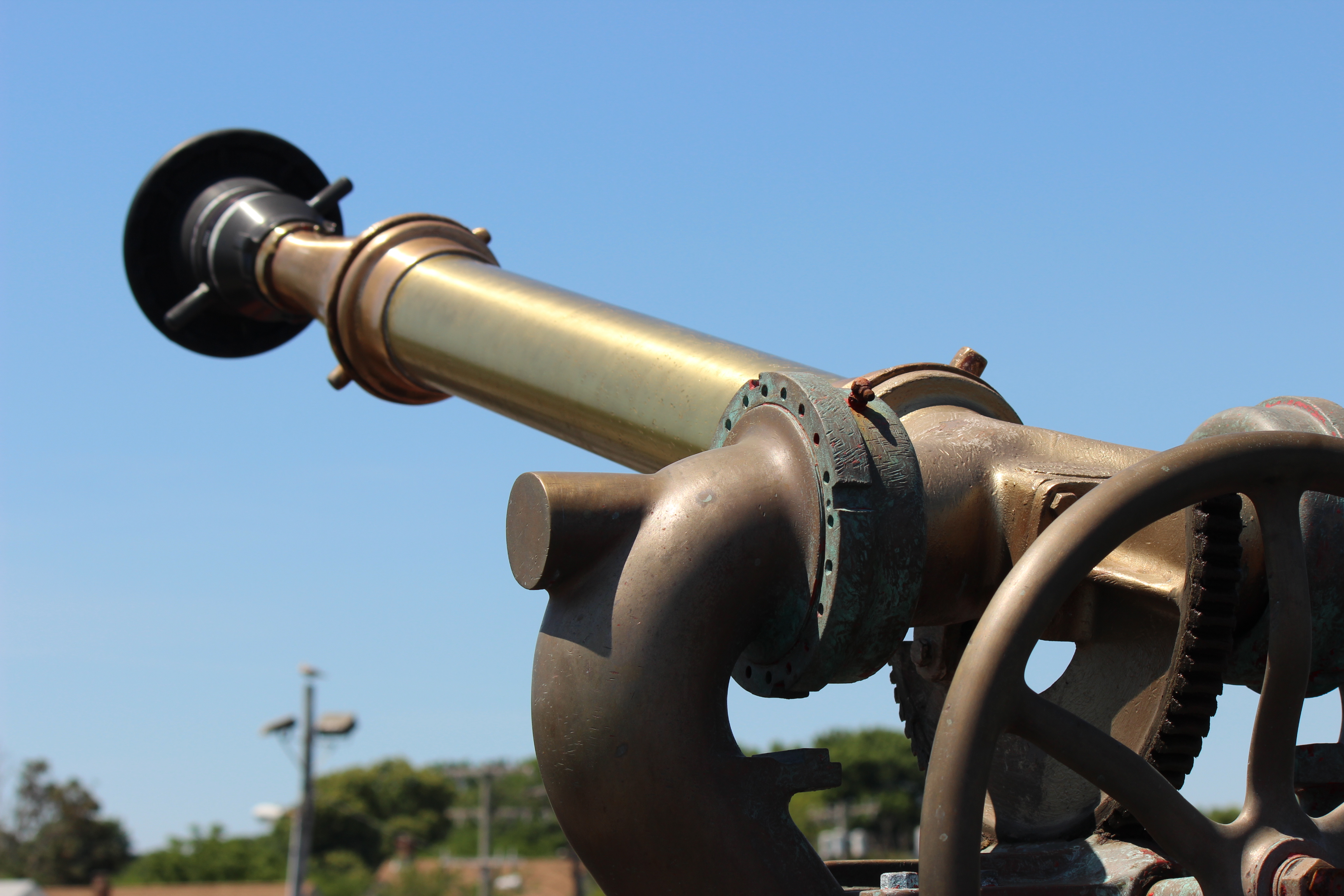
Lance de 2.000 gallons